# Katas-Raj-Tempel
Der Katas-Raj-Tempel ist ein Heiligtum des Hinduismus in Pakistan. 

## Lage
Die Tempelanlage Katas Raj liegt in der Provinz Punjab westlich der Stadt Jhelam unweit der Autobahn Motorway M-2. Die nächstgelegene größere Ortschaft ist Kallar Kahar. 

## Geschichte und Architektur
Der Überlieferung nach wurde der Tempel in der Zeit der Entstehung des Epos Mahabharata gegründet, und der buddhistische Mönch Faxian beschrieb ihn in seinen Reiseerzählungen aus dem 4. Jahrhundert n. Chr. Seit 2006 wird die Anlage schrittweise restauriert.
Mittelpunkt der Anlage ist ein Teich, der der Überlieferung nach aus den Tränen des um seine verstorbene Gemahlin trauernden Hindugottes Shiva entstand, und wegen dessen sich der Ort rasch zu einem bedeutenden hinduistischen Wallfahrtsort entwickelte. Im Laufe der Jahrhunderte wurde die Anlage um zahlreiche Gebäude in unterschiedlichen Baustilen erweitert. Die Ruinen des Hanuman geweihten Tempels zeigen – wie auch ein Pavillon oberhalb des Teiches – mit ihren korinthischen Säulen unverkennbar griechischen Einfluss, was an die Eroberung des Nordens Pakistans durch Alexander den Großen im Jahre 326 v. Chr. erinnert. Unweit davon erhebt sich die Ruine einer buddhistischen Dagoba.

## Abbildungen

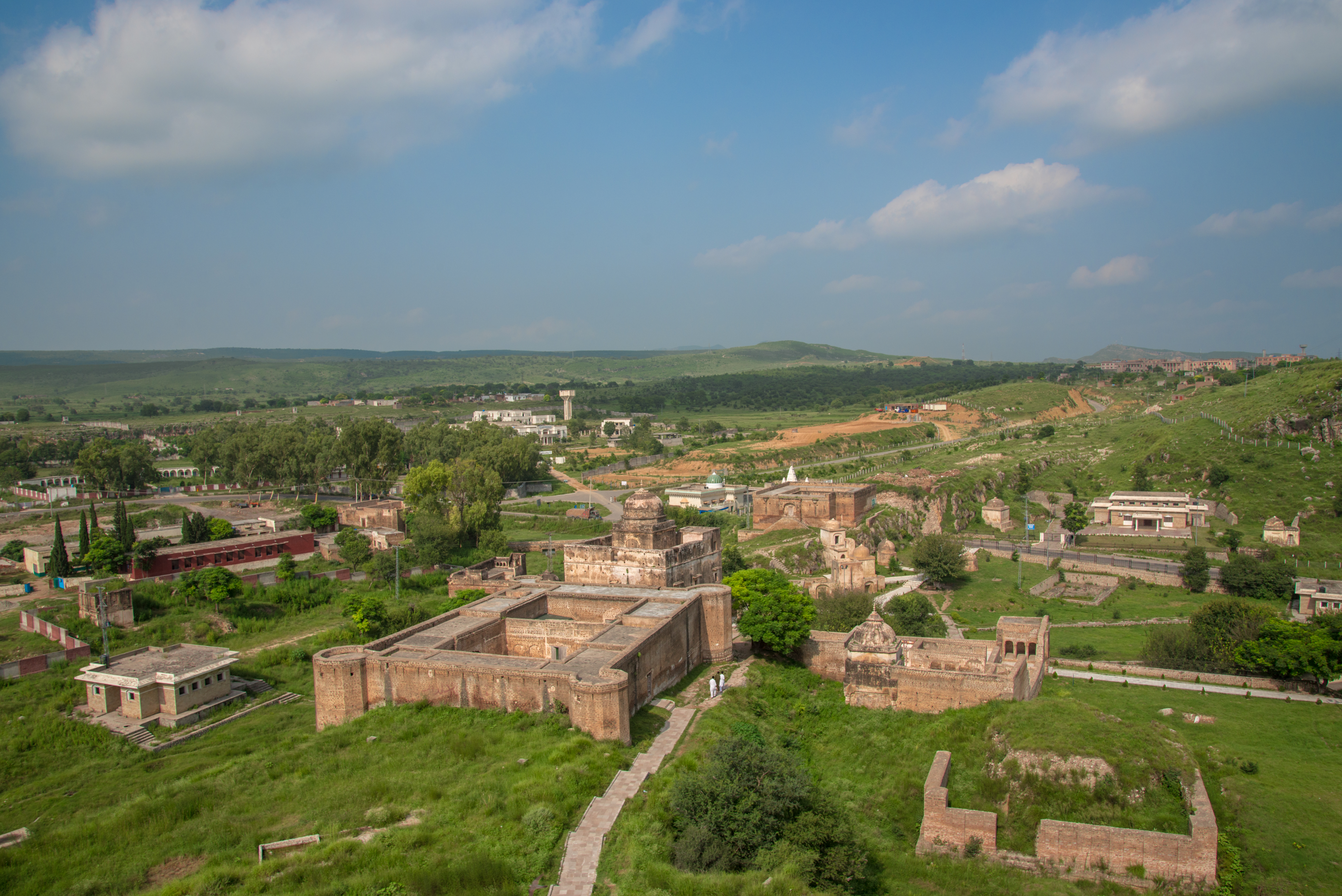
Gesamtansicht
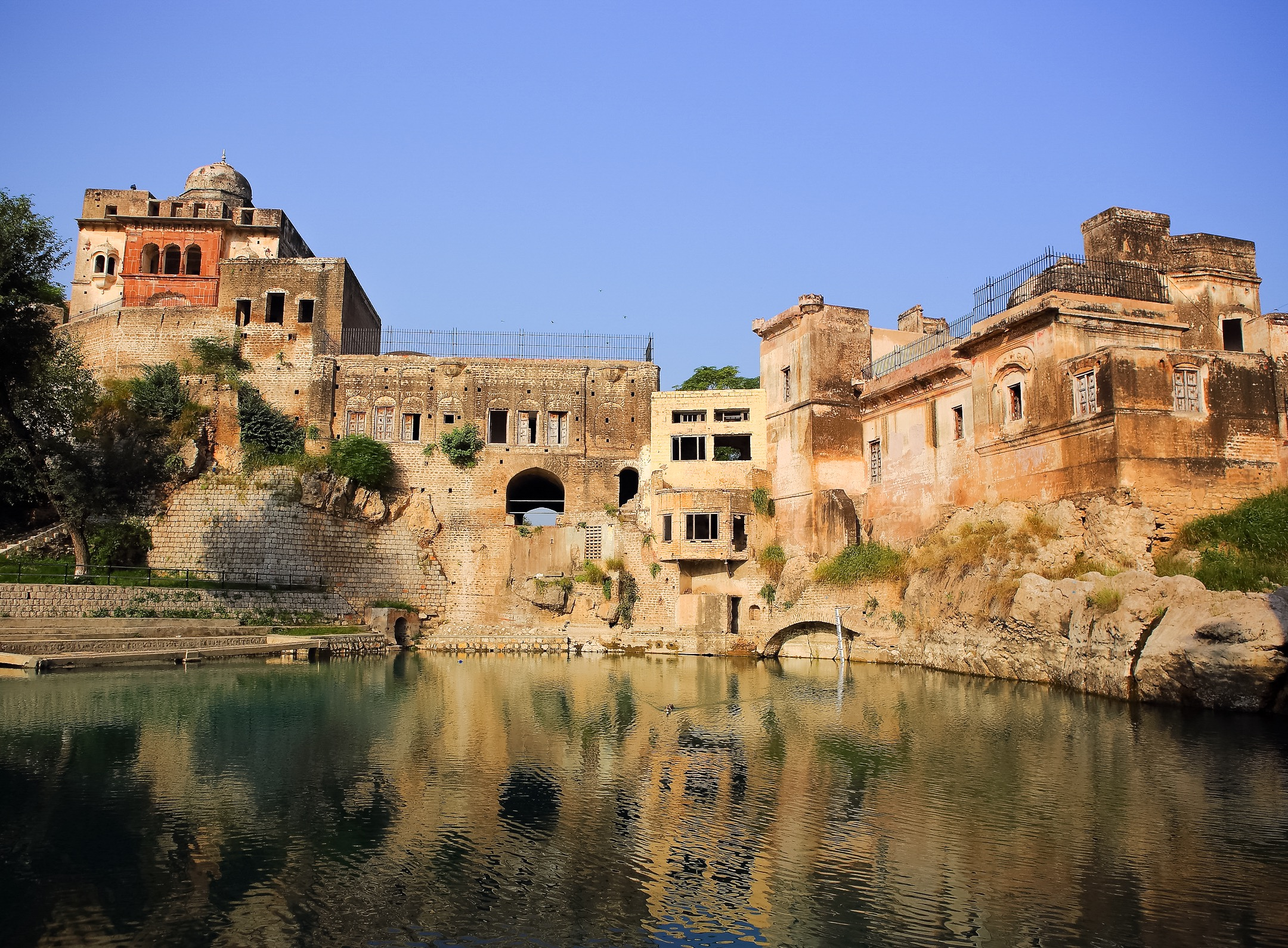
Teich im Zentrum der Anlage
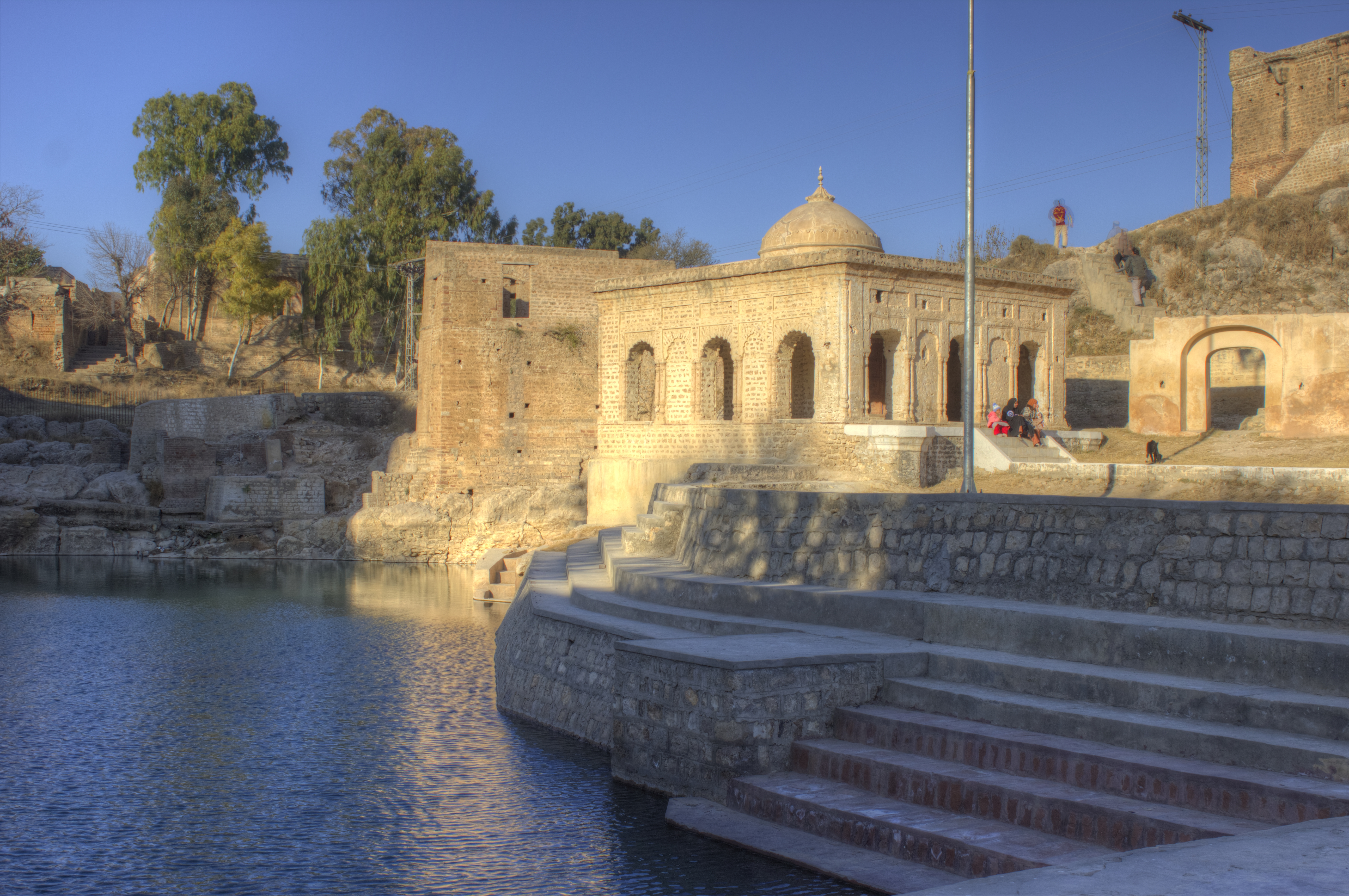
Pavillon
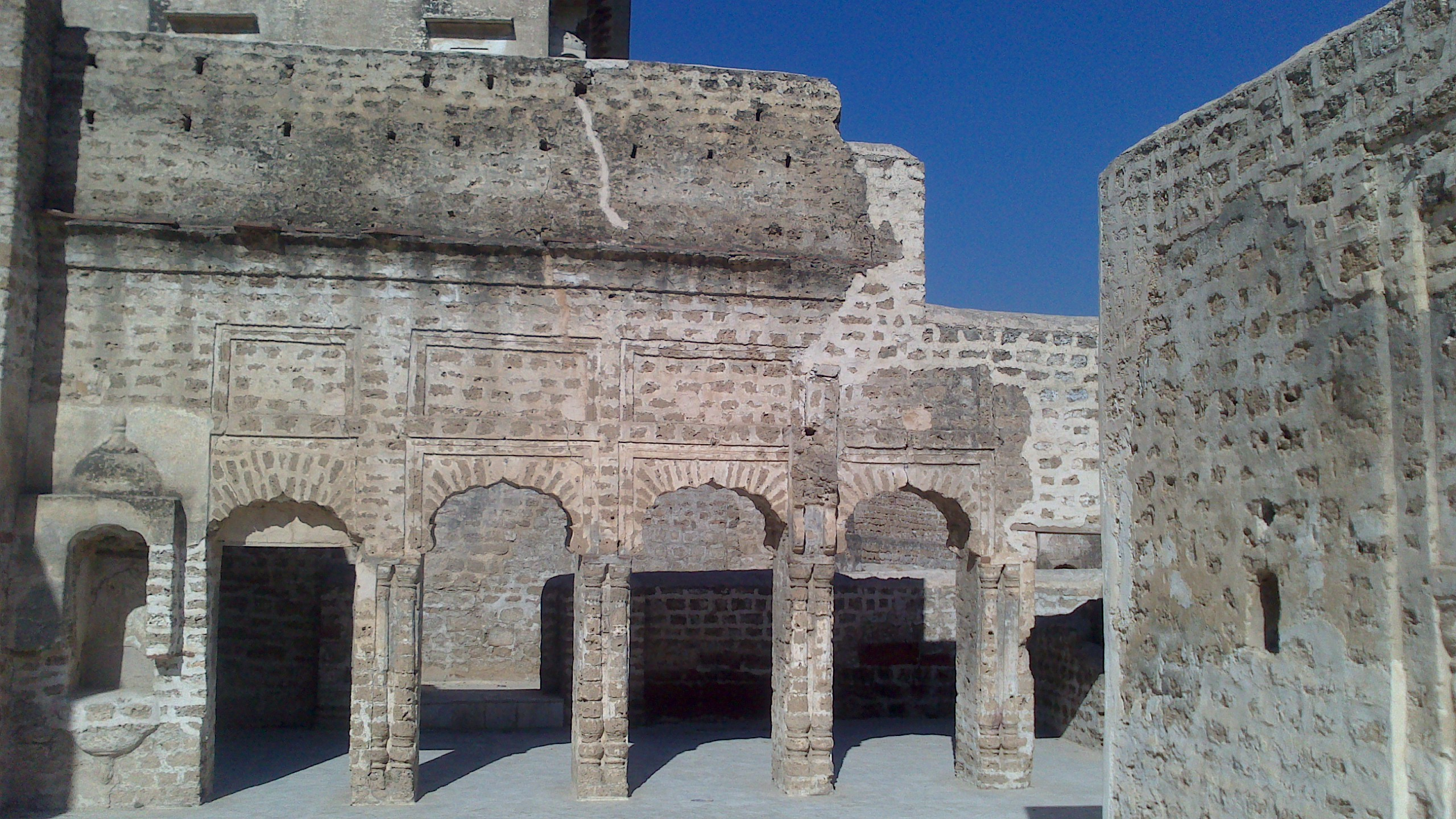
Hanumantempel
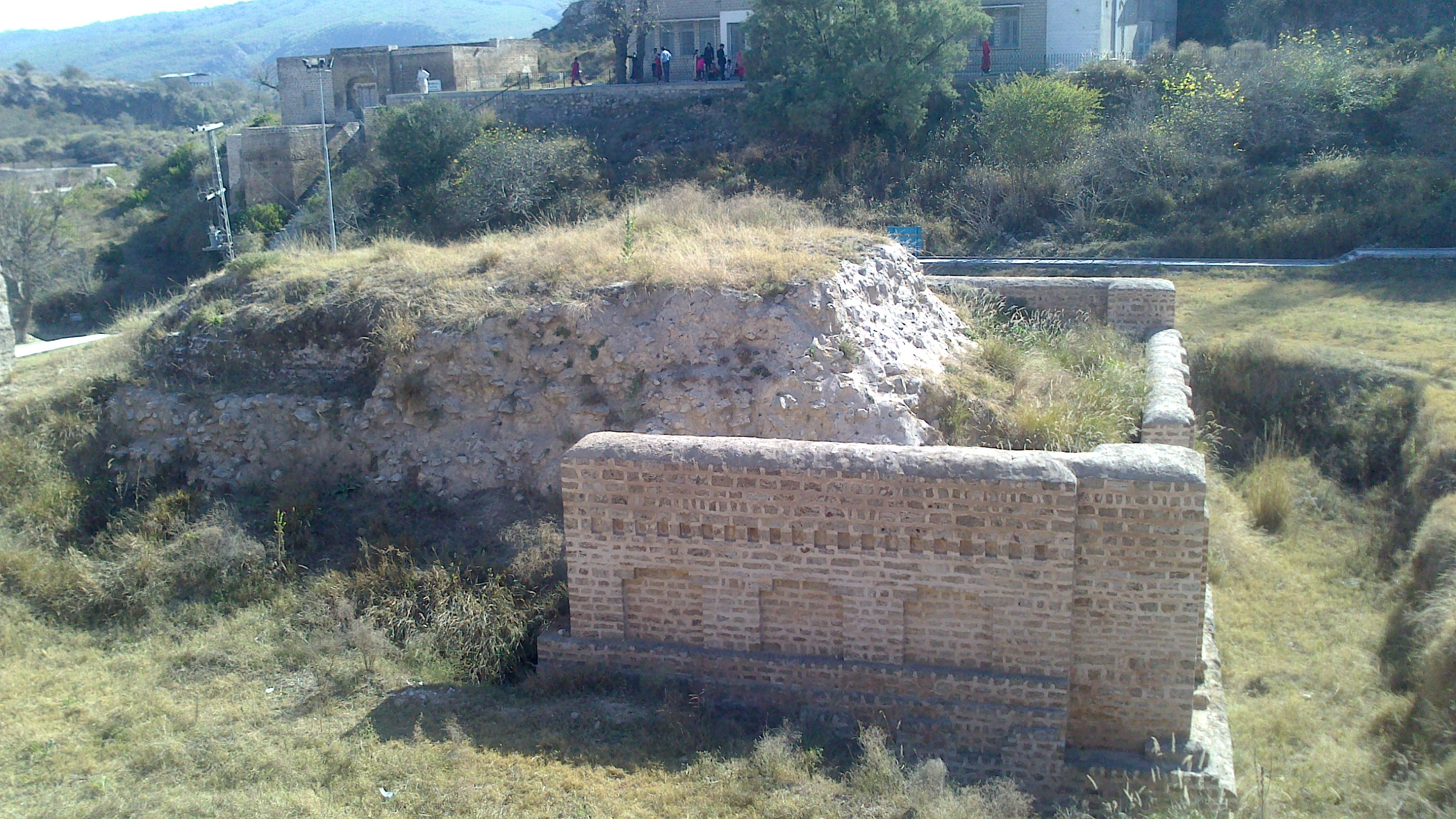
Ruine der Dagoba
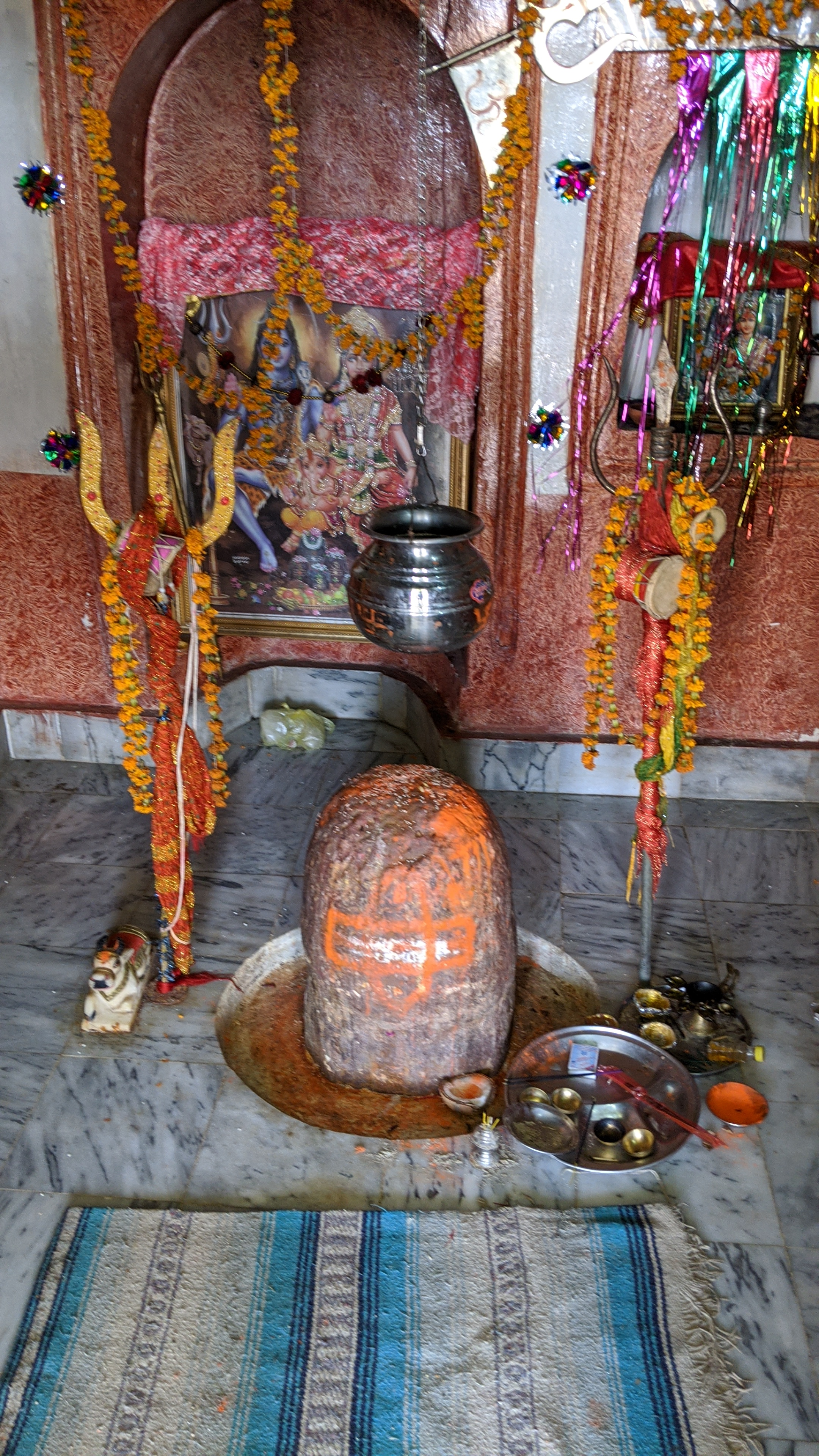
Lingam im Shiva Tempel